# Леко, Петер
Пе́тер Ле́ко (венг. Lékó Péter; род. 8 сентября 1979, Суботица, САК Воеводина) — венгерский шахматист, гроссмейстер (1994).

## Карьера

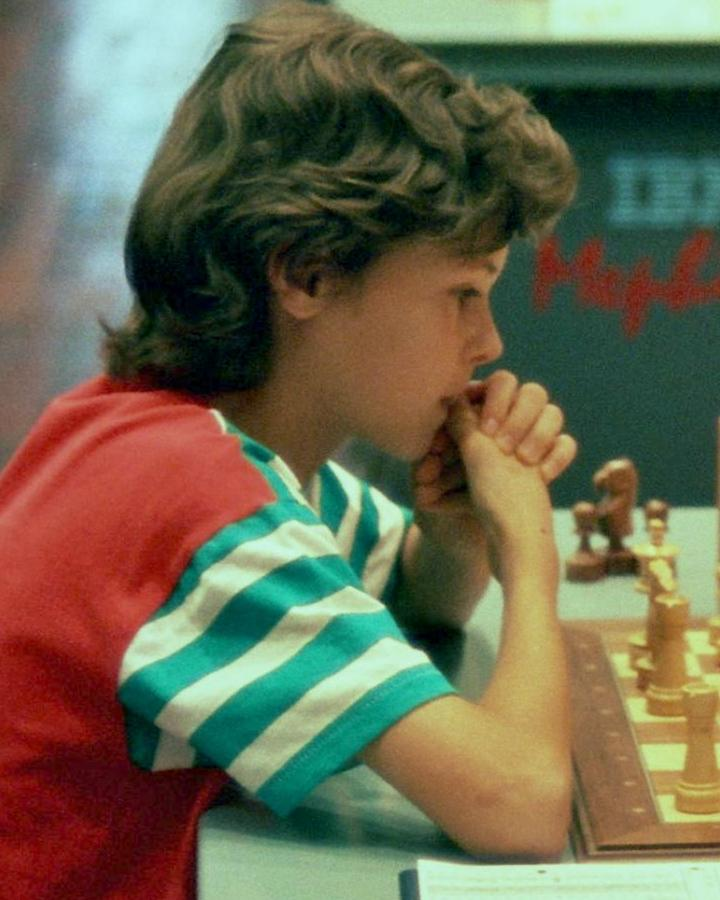
В 1992 году

Петер Леко считался вундеркиндом. Он получил звание гроссмейстера в 1994 году, в возрасте 14 лет, четырёх месяцев и 22 дней, став самым молодым гроссмейстером в мире на тот момент.
С 1999 года Петер Леко входит в десятку сильнейших шахматистов мира. Стиль игры Леко — надёжная, без риска игра, поэтому он часто играет вничью. Петер Леко очень сильно играет защитные партии. Участвовал в Чемпионате мира по шахматам в 2007 году, на котором занял четвёртое место.
В 2002 году Леко одержал победу на турнире в Дортмунде, что дало ему право, в соответствии с Пражскими соглашениями, на матч за звание чемпиона мира (по версии ПША) против Владимира Крамника. Матч проводился с 25 сентября по 18 октября 2004 года в Бриссаго, состоял из 14 партий с классическим контролем времени и закончился вничью — 7:7 (+2-2=10), причём Петер Леко вёл в счёте вплоть до последней партии. Только победив в последней партии, Владимир Крамник сравнял счёт и, по условиям матча, сохранил звание чемпиона мира по версии ПША.
Петер Леко сделал большой вклад в развитие теории дебютов. В настоящее время он считается одним из ведущих теоретиков шахмат.
Леко очень сильный игрок в шахматы Фишера. Во время фестиваля Chess Classic Mainz 2001 в Майнце он победил Майкла Адамса в матче из 8-ми партий. После этой победы неофициально был признан 1-м чемпионом мира по шахматам Фишера.

## Достижения
- 2005 — первое место на турнире в Вейк-ан-Зее
- 2004 — второе место на турнире в Линаресе (категория турнира — XX)
- 2004 — второе место на турнире в Вейк-ан-Зее (XIX)
- 2003 — второе место на турнире в Монако
- 2003 — первое место на турнире в Линаресе (XX)
- 2002 — первое место на турнире в Дортмунде
- 2002 — второе место на турнире в Эссене (XVII)
- 2002 — третье место на турнире в Монако
- 2002 — первое место на турнире по быстрым шахматам в Дубае
- 2001 — первое место на турнире по быстрым шахматам в Нордхорне (Германия)
- 2001 — третье место на турнире в Дортмунде (XXI)
- 2001 — победа в матче с Майклом Адамсом в шахматы Фишера в Майнце
- 2000 — победа в матче с Александром Халифманом в Будапеште
- 1999 — первое место на турнире в Дортмунде (XIX)
- 1999 — первое место на турнире по быстрым шахматам в Бордо
- 1998 — второе место на турнире в Тилбурге (XVIII)
- 1996 — чемпион мира среди юношей до 16 лет
- 1995 — третье место на турнире в Дортмунде (XVII)
- 1994 — международный гроссмейстер
- 1992 — международный мастер

## Изменения рейтинга
| График не отображается по техническим причинам. Чтобы исправить это, воспроизведите график в новом формате, если это возможно. |